# 루카스 (영화)
《루카스》(영어: Lucas)는 미국에서 제작된 데이비드 셀처 감독의 1986년 로맨틱 코미디 드라마 영화이다. 코리 헤임 등이 출연하였고, 데이비드 닉세이 등이 제작에 참여하였다.

## 출연
- 코리 헤임
- 케리 그린
- 찰리 신
- 코트니 손스미스
- 위노나 라이더
- 톰 호지스
- 가이 보이드
- 제러미 피븐
- 게리 콜

## 기타 제작진
- 배역: 메리 게일 아츠
- 세트: 린다 리 서턴
- 의상: 몰리 매기니스